# Gammarus pecos
Gammarus pecos é uma espécie de crustáceo da família Gammaridae.
É endémica dos Estados Unidos da América.